# Huggenlaubach
Huggenlaubach ist ein kleiner Weiler in der Gemarkung des Ortsteils Schönebürg der Gemeinde Schwendi im Landkreis Biberach in Baden-Württemberg.

## Geographie
Huggenlaubach liegt etwas über 2,5 km ostsüdöstlich der Ortsmitte von Schönebürg und knapp 3 km südlich der von Schwendi am linken Hang des unteren Bachtals der Laubach, die etwa hundert Meter vom nächsten Gebäude des Weilers entfernt nach Nordosten fließt und nur etwa einen halben Kilometer bachabwärts von links in die Rot mündet. Der Ort mit knapp einem Dutzend Hausnummern und einigen Nebengebäuden ist landwirtschaftlich geprägt und von Wiesen und einigen Äckern umgeben, jenseits derer im Südosten und von Südwesten bis Nordwesten bald Wald steht. Öffentliche Straßen führen westwärts durch das Huggenlaubacher Hölzle nach Schönebürg, nordwärts über Dietenbronn nach Schwendi sowie ostwärts über die Laubach, am Nordrand des Schlags entlang und dann über die Rot zum Gutenzeller Dorf Weitenbühl.
Naturräumlich gesehen liegt Huggenlaubach im Unterraum Holzstöcke der Donau-Iller-Lech-Platte, noch genauer gesagt auf den Niederterrassen der Rot-Platten. Der Ort ist auf einem nordwärts ziehenden Streifen von Oberer Süßwassermolasse linksseits der holozänen Flussablagerungen in der Aue der Laubach erbaut, nach Westen zu schließt sich ein schmaler Streifen von Mindel-Deckenschotter an, der etwas westlicher schon bald von Lösslehmen aus holozäner Ablagerung verdeckt ist.

## Geschichte
Der Ort Huggenlaubach gehörte einst dem Kloster Gutenzell, das hier ein Schwefelheilbad unterhielt, welches im Jahre 1667 abbrannte. Im Jahre 1830 gelangte Huggenlaubach zur Gemeinde Schönebürg. Auf dem Messtischblatt Nr. 7825 „Schwendi“ von 1918 war der Ort als Huggenlaubach mit einem knappen Dutzend Gebäuden verzeichnet. Mit der Gemeinde Schönebürg wurde Huggenlaubach im Jahre 1972 im Rahmen der Gemeindereform samt den Weilern Hochdorf und Dietenbronn in die Gemeinde Schwendi eingegliedert.

## Sehenswürdigkeiten
In der Ortsmitte befindet sich die Kapelle zur heiligen Dreifaltigkeit. Die Kapelle wurde von 1907 bis 1909 errichtet und besteht aus einem Langhaus mit wenig eingezogenem Chor und Polygonalabschluss. Die Kapelle steht als Kulturdenkmal der Gemeinde Schwendi unter Denkmalschutz.